# Jojos Zirkus
Jojos Zirkus (engl.: Jojo's Circus) ist eine kanadische–US-amerikanische Zeichentrickserie von Cartoon Pizza und Cuppa Coffee Studios aus dem Jahr 2003. Sie wurde von Jim Jinkins, Lisa Jinkins, David Campbell, Eric Weiner und Adam Shaheen erdacht und hat 64 Folgen. In den USA und Kanada fand die Erstausstrahlung von Jojos Zirkus am 28. September 2003 im Disney Channel und Family Channel statt. In Deutschland erfolgte die Ausstrahlung am 15. September 2004 im KFO. 2004 wurde die Serie für einen Annie Award in der Kategorie   Outstanding Achievement in an Animated Television Production Produced for Children nominiert.

## Inhalt
Die Serie handelt von einem Clownmädchen namens Jojo, das in einer Zirkusstadt lebt und in einer Zirkusschule geht. Mit ihren Freunden den komischen Cowboy, die schläfrige Kartoffel Knolli, die Ballerina Sarah, das Froschmädchen Quaki, die Schlange Bal Boa, und Jojos Haustier, ein kleiner Löwe namens Goliath lernt sie viele Dinge.
Sie geht regelmäßig in die Zirkusschule und lernt dort Drahtseilbalancieren, Einradfahren, Bälle werfen, Jonglieren und andere Sachen, die eine Clowndame bzw. ein Clown wissen muss. Am Ende einer Folge fragen Jojos Mitmenschen, was sie gelernt habe. Doch bevor Jojo die Frage beantwortet, bereiten die Menschen die Bühne vor auf der Jojo die Fragen beantworten wird und singen dazu. Nach den Vorbereitungen sagt Jojo, was sie gelernt hat.

## Synchronisation
| Rolle            | Englischer Sprecher                                  | Deutscher Sprecher |
| ---------------- | ---------------------------------------------------- | ------------------ |
| Jojo             | Madeleine Martin                                     | Melanie Manstein   |
| Haustier Goliath | Robert Smith                                         |                    |
| Cowboy           | Austin Di Iuio (Staffel 1) Keele Sandaus (Staffel 2) |                    |
| Quaki            | Diana Röhm                                           |                    |
| Sarah            | Tajja Isen                                           |                    |